# La Romagne, Ardennes
La Romagne är en kommun i departementet Ardennes i regionen Grand Est (tidigare regionen Champagne-Ardenne) i nordöstra Frankrike. Kommunen ligger i kantonen Chaumont-Porcien som ligger i arrondissementet Rethel. År 2022 hade La Romagne 130 invånare.

## Befolkningsutveckling
Antalet invånare i kommunen La Romagne
Referens: INSEE